# 丹米爾 (印第安納州)
丹米爾（英語：Dunmee）是位於美國印地安納州艾倫縣的一個非建制地區。該地的面積和人口皆未知。

## 地理
丹米爾的座標為41°09′44″N 85°14′09″W / 41.16222°N 85.23583°W，而該地的平均海拔高度為258米（即846英尺）。